# Sribne
Sribne – osiedle typu miejskiego w obwodzie czernihowskim na Ukrainie, siedziba władz rejonu sribniańskiego.

## Historia
Miejscowość została założona w 1174, status osiedla typu miejskiego od 1965.
W 1989 liczyło 3933 mieszkańców.
W 2013 liczyło 3251 mieszkańców.
W 2018 liczyło 3198 mieszkańców.